# Georg Roth (Dirigent)
Georg Roth (* 1. November 1919; † 22. Juni 2008) war ein deutscher Dirigent und Musikschriftsteller.

## Biografie
Georg Roth studierte von 1935 bis 1940 Klavier in Weimar bei Alfred Hoehn und später in Kronberg im Taunus, dem Wohnsitz Hoehns. Er konnte aufgrund einer Verletzung an der linken Hand keine Karriere als Konzertpianist einschlagen. Er studierte Orchesterdirigieren in Stuttgart und war nach dem Krieg als Intendant am Theater der Werftstadt Wismar später als Intendant am Theater Stralsund tätig. Noch vor der politischen Wende verließ er Ende der 1980er Jahre die Deutsche Demokratische Republik und ließ sich in Tremsbüttel (Schleswig-Holstein) nieder.
Roth hat nach dem Tode Alfred Hoehns dessen Methode bis ins kleinste Detail klar beschrieben und dadurch die Übmethode eines der bedeutendsten deutschen Pianisten der ersten Hälfte des 20. Jahrhunderts für die Nachwelt festgehalten. Dies ist umso wichtiger, als Hoehn seine Technik und die Wege dazu als Geheimnis ansah, das nicht für die Öffentlichkeit bestimmt war. Roth genoss das besondere Vertrauen Hoehns und durfte zuhören, wenn Hoehn am Klavier arbeitete. So konnte er Details beobachten, die anderen Schülern im Unterricht in dieser Klarheit nicht vermittelt werden konnten.

## Werke (Auswahl)
- Methodik des virtuosen Klavierspiels. Die Methode Alfred Hoehns. Breitkopf und Härtel, Leipzig 1949. 2. Auflage 1953. Eine wesentlich erweiterte Fassung unter demselben Titel erschien 1995 bei Florian Noetzel, Wilhelmshaven. ISBN 3-7959-0683-0.
- Der Weg zum Belcanto. Handreichungen und Anweisungen für die Praxis. Florian Noetzel, Wilhelmshaven 1993, ISBN 3-7959-0625-3.